# Helnæs
Helnæs är en halvö i Danmark.   Den ligger i Assens kommun i Region Syddanmark, utanför ön Fyn 170 km väster om Köpenhamn. Arean är 13,1 kvadratkilometer. Halvön förbinds med fastlandet genom en naturlig damm till halvön Agernæs.
| Dammen från Helnæs till Agernæs. Fyn i bakgrunden. |  | Helnæs fyr. |
| Dammen från Helnæs till Agernæs. Fyn i bakgrunden. |  | Helnæs fyr. |